# Superbike-Weltmeisterschaft 2012
Die Superbike-WM-Saison 2012 war die 25. in der Geschichte der FIM-Superbike-Weltmeisterschaft. Bei 14 Veranstaltungen wurden insgesamt 27 Rennen ausgetragen.

## Punkteverteilung
Weltmeister wird derjenige Fahrer beziehungsweise der Hersteller, der bis zum Saisonende die meisten Punkte in der Weltmeisterschaft angesammelt hat. Bei der Punkteverteilung werden die Platzierungen im Gesamtergebnis des jeweiligen Rennens berücksichtigt. Die fünfzehn erstplatzierten Fahrer jedes Rennens erhalten Punkte nach folgendem Schema:
| Punkteverteilung | Punkteverteilung | Punkteverteilung | Punkteverteilung | Punkteverteilung | Punkteverteilung | Punkteverteilung | Punkteverteilung | Punkteverteilung | Punkteverteilung | Punkteverteilung | Punkteverteilung | Punkteverteilung | Punkteverteilung | Punkteverteilung | Punkteverteilung |
| ---------------- | ---------------- | ---------------- | ---------------- | ---------------- | ---------------- | ---------------- | ---------------- | ---------------- | ---------------- | ---------------- | ---------------- | ---------------- | ---------------- | ---------------- | ---------------- |
| Platz            | 1                | 2                | 3                | 4                | 5                | 6                | 7                | 8                | 9                | 10               | 11               | 12               | 13               | 14               | 15               |
| Punkte           | 25               | 20               | 16               | 13               | 11               | 10               | 9                | 8                | 7                | 6                | 5                | 4                | 3                | 2                | 1                |

In die Wertung kamen alle erzielten Resultate.

## Wissenswertes
- Titelsponsor der Saison 2012 war der italienische Energiekonzern Eni
- Alle Piloten traten auf Pirelli-Einheitsreifen an.
- Die Rennkalender für 2012 wurde im Vergleich zum Vorjahr nur geringfügig verändert. Als einziges neues Rennen kam die Veranstaltung auf dem Moscow Raceway in Moskau dazu.
- Beim Lauf in Australien wurde die Superpole-Qualifikation abgesagt, nachdem kurz zuvor im Rennen der Australischen Supersport-Meisterschaft der 17-jährige Oscar McIntyre verunglückt und wenig später seinen Verletzungen erlegen war.[1]

## Rennergebnisse
|    | Datum  | Rennen         | Strecke          | Pole-Position    | Lauf | Platz 1                          | Platz 2                          | Platz 3                          | Schn. Rennrunde                  |
| -- | ------ | -------------- | ---------------- | ---------------- | ---- | -------------------------------- | -------------------------------- | -------------------------------- | -------------------------------- |
| 1  | 26.02. | Australien     | Phillip Island   | Tom Sykes        | 1    | Max Biaggi                       | Marco Melandri                   | Sylvain Guintoli                 | Max Biaggi                       |
| 1  | 26.02. | Australien     | Phillip Island   | Tom Sykes        | 2    | Carlos Checa                     | Max Biaggi                       | Tom Sykes                        | Carlos Checa                     |
| 2  | 01.04. | Italien        | Imola            | Tom Sykes        | 1    | Carlos Checa                     | Tom Sykes                        | Leon Haslam                      | Carlos Checa                     |
| 2  | 01.04. | Italien        | Imola            | Tom Sykes        | 2    | Carlos Checa                     | Tom Sykes                        | Leon Haslam                      | Tom Sykes                        |
| 3  | 22.04. | Niederlande    | Assen            | Tom Sykes        | 1    | Sylvain Guintoli                 | Davide Giugliano                 | Carlos Checa                     | Sylvain Guintoli                 |
| 3  | 22.04. | Niederlande    | Assen            | Tom Sykes        | 2    | Jonathan Rea                     | Sylvain Guintoli                 | Eugene Laverty                   | Carlos Checa                     |
| 4  | 06.05. | Italien        | Monza            | Sylvain Guintoli | 1    | Aus Sicherheitsgründen abgesagt. | Aus Sicherheitsgründen abgesagt. | Aus Sicherheitsgründen abgesagt. | Aus Sicherheitsgründen abgesagt. |
| 4  | 06.05. | Italien        | Monza            | Sylvain Guintoli | 2    | Tom Sykes                        | Leon Haslam                      | Eugene Laverty                   | Tom Sykes                        |
| 5  | 13.05. | Europa         | Donington        | Tom Sykes        | 1    | Marco Melandri                   | Leon Haslam                      | Tom Sykes                        | Max Biaggi                       |
| 5  | 13.05. | Europa         | Donington        | Tom Sykes        | 2    | Jonathan Rea                     | Max Biaggi                       | Tom Sykes                        | Max Biaggi                       |
| 6  | 28.05. | USA            | Salt Lake City   | Jakub Smrž       | 1    | Carlos Checa                     | Marco Melandri                   | Max Biaggi                       | Marco Melandri                   |
| 6  | 28.05. | USA            | Salt Lake City   | Jakub Smrž       | 2    | Marco Melandri                   | Jonathan Rea                     | Max Biaggi                       | Carlos Checa                     |
| 7  | 10.06. | San Marino     | Misano           | Tom Sykes        | 1    | Max Biaggi                       | Carlos Checa                     | Davide Giugliano                 | Carlos Checa                     |
| 7  | 10.06. | San Marino     | Misano           | Tom Sykes        | 2    | Max Biaggi                       | Jonathan Rea                     | Leon Haslam                      | Max Biaggi                       |
| 8  | 01.07. | Spanien        | Motorland Aragón | Tom Sykes        | 1    | Max Biaggi                       | Marco Melandri                   | Carlos Checa                     | Marco Melandri                   |
| 8  | 01.07. | Spanien        | Motorland Aragón | Tom Sykes        | 2    | Marco Melandri                   | Eugene Laverty                   | Chaz Davies                      | Marco Melandri                   |
| 9  | 22.07. | Tschechien     | Brünn            | Tom Sykes        | 1    | Marco Melandri                   | Tom Sykes                        | Loris Baz                        | Carlos Checa                     |
| 9  | 22.07. | Tschechien     | Brünn            | Tom Sykes        | 2    | Marco Melandri                   | Tom Sykes                        | Carlos Checa                     | Tom Sykes                        |
| 10 | 05.08. | Großbritannien | Silverstone      | Jakub Smrž       | 1    | Loris Baz                        | Michel Fabrizio                  | Ayrton Badovini                  | Ayrton Badovini                  |
| 10 | 05.08. | Großbritannien | Silverstone      | Jakub Smrž       | 2    | Sylvain Guintoli                 | Loris Baz                        | Jakub Smrž                       | Loris Baz                        |
| 11 | 26.08. | Russland       | Moskau           | Carlos Checa     | 1    | Tom Sykes                        | Marco Melandri                   | Max Biaggi                       | Leon Haslam                      |
| 11 | 26.08. | Russland       | Moskau           | Carlos Checa     | 2    | Marco Melandri                   | Tom Sykes                        | Chaz Davies                      | Marco Melandri                   |
| 12 | 09.09. | Deutschland    | Nürburgring      | Max Biaggi       | 1    | Max Biaggi                       | Eugene Laverty                   | Chaz Davies                      | Max Biaggi                       |
| 12 | 09.09. | Deutschland    | Nürburgring      | Max Biaggi       | 2    | Chaz Davies                      | Eugene Laverty                   | Leon Camier                      | Carlos Checa                     |
| 13 | 23.09. | Portugal       | Portimão         | Tom Sykes        | 1    | Tom Sykes                        | Carlos Checa                     | Sylvain Guintoli                 | Carlos Checa                     |
| 13 | 23.09. | Portugal       | Portimão         | Tom Sykes        | 2    | Eugene Laverty                   | Jonathan Rea                     | Max Biaggi                       | Eugene Laverty                   |
| 14 | 07.10. | Frankreich     | Magny-Cours      | Tom Sykes        | 1    | Sylvain Guintoli                 | Marco Melandri                   | Tom Sykes                        | Sylvain Guintoli                 |
| 14 | 07.10. | Frankreich     | Magny-Cours      | Tom Sykes        | 2    | Tom Sykes                        | Jonathan Rea                     | Sylvain Guintoli                 | Davide Giugliano                 |

## Teams und Fahrer
| Nr. | Fahrer               | Team                             | Motorrad             | Reifen |
| --- | -------------------- | -------------------------------- | -------------------- | ------ |
| 2   | Leon Camier          | Crescent Fixi Suzuki             | Suzuki GSX-R1000 L2  | P      |
| 3   | Max Biaggi           | Aprilia Racing Team              | Aprilia RSV4 Factory | P      |
| 4   | Hiroshi Aoyama       | Honda World Superbike Team       | Honda CBR1000RR      | P      |
| 5   | Alexander Lundh 1    | Team Pedercini                   | Kawasaki ZX-10R      | P      |
| 7   | Carlos Checa         | Althea Racing                    | Ducati 1098R         | P      |
| 13  | Viktor Kispataki 2   | Prop-tech ltd                    | Honda CBR1000RR      | P      |
| 14  | Shane Turpin 3       | Boulder Motor Sports             | Ducati 1098R         | P      |
| 15  | Lorenzo Alfonsi 4    | Pro Ride Real Game Honda         | Honda CBR1000RR      | P      |
| 16  | Jake Holden 5        | Grillini Progea Superbike Team   | BMW S1000 RR         | P      |
| 17  | Joan Lascorz 6       | Kawasaki Racing Team             | Kawasaki ZX-10R      | P      |
| 18  | Mark Aitchison 7     | Grillini Progea Superbike Team   | BMW S1000 RR         | P      |
| 19  | Chaz Davies          | ParkinGO MTC Racing              | Aprilia RSV4 Factory | P      |
| 20  | David Johnson 8      | Rossair AEP Racing               | BMW S 1000 RR        | P      |
| 21  | John Hopkins 9       | Crescent Fixi Suzuki             | Suzuki GSX-R1000 L2  | P      |
| 23  | Federico Sandi 10    | Grillini Progea Superbike Team   | BMW S1000 RR         | P      |
| 25  | Joshua Brookes 11    | Crescent Fixi Suzuki             | Suzuki GSX-R1000 L2  | P      |
| 33  | Marco Melandri       | BMW Motorrad Motorsport          | BMW S 1000 RR        | P      |
| 34  | Davide Giugliano     | Althea Racing                    | Ducati 1098R         | P      |
| 35  | Raffaele De Rosa 12  | Pro Ride Motorsports             | Honda CBR1000RR      | P      |
| 36  | Leandro Mercado 13   | Team Pedercini                   | Kawasaki ZX-10R      | P      |
| 44  | David Salom 14       | Team Pedercini                   | Kawasaki ZX-10R      | P      |
| 50  | Sylvain Guintoli     | Team Effenbert Liberty Racing 15 | Ducati 1098R         | P      |
| 50  | Sylvain Guintoli     | PATA Racing Team 16              | Ducati 1098R         | P      |
| 53  | Alessandro Polita 17 | Red Devils Roma                  | Ducati 1098R         | P      |
| 58  | Eugene Laverty       | Aprilia Racing Team              | Aprilia RSV4 Factory | P      |
| 59  | Niccolò Canepa 18    | Red Devils Roma                  | Ducati 1098R         | P      |
| 60  | Peter Hickman 19     | Crescent Fixi Suzuki             | Suzuki GSX-R1000 L2  | P      |
| 64  | Norino Brignola 20   | Grillini Progea Superbike Team   | BMW S1000 RR         | P      |
| 65  | Jonathan Rea         | Honda World Superbike Team       | Honda CBR1000RR      | P      |
| 66  | Tom Sykes            | Kawasaki Racing Team             | Kawasaki ZX-10R      | P      |
| 67  | Bryan Staring 21     | Team Pedercini                   | Kawasaki ZX-10R      | P      |
| 68  | Brett McCormick 22   | Liberty Racing Team Effenbert    | Ducati 1098R         | P      |
| 71  | Claudio Corti        | Team Pedercini                   | Kawasaki ZX-10R      | P      |
| 76  | Loris Baz 23         | Kawasaki Racing Team             | Kawasaki ZX-10R      | P      |
| 84  | Michel Fabrizio      | BMW Motorrad Italia GoldBet      | BMW S 1000 RR        | P      |
| 86  | Ayrton Badovini      | BMW Motorrad Italia GoldBet      | BMW S 1000 RR        | P      |
| 87  | Lorenzo Zanetti      | PATA Racing Team                 | Ducati 1098R         | P      |
| 91  | Leon Haslam          | BMW Motorrad Motorsport          | BMW S 1000 RR        | P      |
| 96  | Jakub Smrž           | Liberty Racing Team Effenbert    | Ducati 1098R         | P      |
| 101 | Gary Mason 24        | Team Pedercini                   | Kawasaki ZX-10R      | P      |
| 121 | Maxime Berger        | Team Effenbert Liberty Racing    | Ducati 1098R         | P      |
| 151 | Matteo Baiocco 25    | Barni Racing Team Italia         | Ducati 1098R         | P      |
| 199 | Sergio Gadea 26      | Kawasaki Racing Team             | Kawasaki ZX-10R      | P      |

| Legende         |
| --------------- |
| Stammfahrer     |
| Wildcard-Fahrer |
| Ersatzfahrer    |

| 1 Lundh ersetzte ab dem Großbritannien-Lauf Leandro Mercado beim Team Pedercini                                                                                 |
| 2 Wildcard in Tschechien |
| 3 Wildcard in den USA |
| 4 Alfonsi ersetzte beim ersten Italien-Lauf Raffaele De Rosa, danach zog sich das Team aus der WM zurück                                                        |
| 5 Holden startete nur in den USA |
| 6 Lascorz verunglückte bei Testfahrten nach dem ersten Italien-Lauf schwer und konnte keine Rennen mehr bestreiten                                              |
| 7 das Grillini Progea Superbike Team trennte sich nach dem Europa-Lauf von Mark Aitchison                                                                       |
| 8 Wildcard in Australien, in Großbritannien ersetzte Johnson Leandro Mercado, im Russland pilotierte er eine zusätzliche eingesetzte Maschine im Team Pedercini |
| 9 in Australien und beim Europa-Lauf verletzungsbedingt nicht am Start                                                                                          |
| 10 Sandi startete nur in San Marino |
| 11 Brookes ersetzte in Australien den verletzten John Hopkins                                                                                                   |
| 12 De Rosa wurde ab dem ersten Italien-Lauf durch Lorenzo Alfonsi ersetzt                                                                                       |
| 13 in Australien verletzungsbedingt nicht am Start, ab dem Lauf in Großbritannien startete Mercado für das Team Pedercini im FIM Superstock 1000 Cup            |
| 14 beim Europa-Lauf verletzungsbedingt nicht am Start |
| 15 Guintoli trennte sich vor dem Tschechien-Lauf aus finanziellen Gründen vom Team Effenbert Liberty Racing                                                     |
| 16 Guintoli pilotierte ab den Großbritannien-Lauf eine zusätzliche Maschine im PATA Racing Team                                                                 |
| 17 Polita ersetzte in Australien den verletzten Noccolò Canepa                                                                                                  |
| 18 beim Tschechien-Lauf verletzungsbedingt nicht am Start |
| 19 Hickman ersetzte beim Europa-Lauf den verletzten John Hopkins                                                                                                |
| 20 Brignola startete ab dem Lauf in Spanien für das Grillini Progea Superbike Team                                                                              |
| 21 Staring ersetzte in Australien den verletzten Leandro Mercado                                                                                                |
| 22 McCormick pilotierte beim ersten Italien-Lauf, in den Niederlanden, Großbritannien und Russland eine zusätzliche Maschine im Team Effenbert Liberty Racing   |
| 23 Baz ersetzte ab dem Europa-Lauf den verletzten Joan Lascorz                                                                                                  |
| 24 Mason ersetzte beim Europa-Lauf den verletzten Luis Salom |
| 25 Wildcard in San Marino |
| 26 Gadea ersetzte beim zweiten Italien-Lauf den verletzten Joan Lascorz                                                                                         |

## Fahrerwertung
| Rang | Fahrer            | Motorrad | Australien | Australien | Italien | Italien | Niederlande | Niederlande | Italien | Italien | Europa | Europa | Vereinigte Staaten | Vereinigte Staaten | San Marino | San Marino | Spanien | Spanien | Tschechien | Tschechien | Vereinigtes Konigreich | Vereinigtes Konigreich | Russland | Russland | Deutschland | Deutschland | Portugal | Portugal | Frankreich | Frankreich | Punkte |
| Rang | Fahrer            | Motorrad | 010        | 020        | 010     | 020     | 010         | 020         | 010     | 020     | 010    | 020    | 010                | 020                | 010        | 020        | 010     | 020     | 010        | 020        | 010                    | 020                    | 010      | 020      | 010         | 020         | 010      | 020      | 010        | 020        | Punkte |
| ---- | ----------------- | -------- | ---------- | ---------- | ------- | ------- | ----------- | ----------- | ------- | ------- | ------ | ------ | ------------------ | ------------------ | ---------- | ---------- | ------- | ------- | ---------- | ---------- | ---------------------- | ---------------------- | -------- | -------- | ----------- | ----------- | -------- | -------- | ---------- | ---------- | ------ |
| 1    | Max Biaggi        | Aprilia  | 25         | 20         | 13      | 13      | 13          | 8           | Ann.    | 5,5     | 11     | 20     | 16                 | 16                 | 25         | 25         | 25      | 13      | 10         | 13         | Ret                    | 2,5                    | 16       | Ret      | 25          | 3           | 13       | 16       | Ret        | 11         | 358    |
| 2    | Tom Sykes         | Kawasaki | 13         | 16         | 20      | 20      | Ret         | 10          | Ann.    | 12,5    | 16     | 16     | 8                  | 11                 | 13         | 9          | Ret     | 8       | 20         | 20         | 8                      | 2                      | 25       | 20       | 13          | 11          | 25       | Ret      | 16         | 25         | 357,5  |
| 3    | Marco Melandri    | BMW      | 20         | 10         | 10      | 6       | 7           | 13          | Ann.    | 6,5     | 25     | Ret    | 20                 | 25                 | Ret        | 10         | 20      | 25      | 25         | 25         | 9                      | 4                      | 20       | 25       | Ret         | Ret         | Ret      | DNS      | 20         | Ret        | 328,5  |
| 4    | Carlos Checa      | Ducati   | Ret        | 25         | 25      | 25      | 16          | 0           | Ann.    | 4,5     | 10     | Ret    | 25                 | Ret                | 20         | Ret        | 16      | 9       | 13         | 16         | 11                     | 5                      | Ret      | 13       | 4           | 10          | 20       | 11       | Ret        | 9          | 287,5  |
| 5    | Jonathan Rea      | Honda    | 9          | 13         | 7       | 11      | Ret         | 25          | Ann.    | 5       | 13     | 25     | 13                 | 20                 | 11         | 20         | 0       | 11      | Ret        | 4          | 13                     | 3,5                    | Ret      | 9        | Ret         | 13          | 10       | 20       | 3          | 20         | 278,5  |
| 6    | Eugene Laverty    | Aprilia  | Ret        | 8          | 11      | 10      | 11          | 16          | Ann.    | 8       | 8      | Ret    | 11                 | 10                 | 9          | Ret        | 11      | 20      | 11         | 11         | 6                      | 6,5                    | 13       | Ret      | 20          | 20          | 3        | 25       | 9          | 13         | 263,5  |
| 7    | Sylvain Guintoli  | Ducati   | 16         | Ret        | Ret     | 5       | 25          | 20          | Ann.    | DNS     | 8      | 11     | 4                  | 6                  | 8          | Ret        | 4       | 3       |            |            | 0                      | 12,5                   | Ret      | 5        | 10          | 6           | 16       | 13       | 25         | 16         | 213,5  |
| 8    | Leon Haslam       | BMW      | 4          | 11         | 16      | 16      | Ret         | 11          | Ann.    | 10      | 20     | 1      | 6                  | 8                  | 4          | 16         | 9       | 10      | 9          | 9          | 10                     | 0                      | 10       | Ret      | 9           | Ret         | 0        | Ret      | 11         | Ret        | 200    |
| 9    | Chaz Davies       | Aprilia  | DNS        | DNS        | Ret     | 2       | Ret         | Ret         | Ann.    | 2       | 4      | 9      | 9                  | 13                 | 10         | Ret        | 13      | 16      | 5          | 10         | 2                      | 4,5                    | Ret      | 16       | 16          | 25          | Ret      | Ret      | Ret        | 8          | 164,5  |
| 10   | Davide Giugliano  | Ducati   | 7          | 3          | Ret     | Ret     | 20          | 7           | Ann.    | 4       | 9      | Ret    | 5                  | 9                  | 16         | Ret        | 8       | 6       | Ret        | 5          | 7                      | Ret                    | Ret      | 10       | Ret         | 9           | Ret      | Ret      | 8          | 10         | 143    |
| 11   | Michel Fabrizio   | BMW      | 10         | Ret        | Ret     | Ret     | 10          | 6           | Ann.    | DNS     | 5      | 3      | 7                  | 4                  | 2          | 10         | 10      | 5       | 8          | 6          | 20                     | 1,5                    | 5        | Ret      | Ret         | Ret         | 6        | 8        | 4          | Ret        | 137,5  |
| 12   | Ayrton Badovini   | BMW      | Ret        | Ret        | 1       | 1       | Ret         | 9           | Ann.    | 3       | 5      | 10     | 2                  | 3                  | 5          | 11         | Ret     | 7       | Ret        | Ret        | 16                     | Ret                    | 4        | 8        | 7           | 7           | 7        | 10       | 10         | 7          | 133    |
| 13   | Loris Baz         | Kawasaki |            |            |         |         |             |             |         |         | Ret    | 8      | 1                  | 2                  | Ret        | 2          | Ret     | 0       | 16         | 8          | 25                     | 10                     | 5        | 7        | Ret         | 8           | 9        | 9        | 6          | Ret        | 122    |
| 14   | Leon Camier       | Suzuki   | 0          | 4          | Ret     | 8       | Ret         | 2           | Ann.    | 0,5     | 7      | 13     | 3                  | 5                  | 6          | 1          | 7       | Ret     | 2          | 7          | Ret                    | Ret                    | 1        | 11       | 11          | 16          | 5        | Ret      | Ret        | 6          | 115,5  |
| 15   | Jakub Smrž        | Ducati   | 11         | 5          | 5       | 9       | 9           | Ret         | Ann.    | 3,5     | 2      | Ret    | 10                 | 7                  | 7          | 7          | Ret     | DNS     | 6          | 3          | 0                      | 8                      |          |          |             |             |          |          |            |            | 92,5   |
| 16   | Maxime Berger     | Ducati   | 3          | 9          | 4       | 4       | 5           | Ret         | Ann.    | 1,5     | 3      | Ret    | 0                  | 1                  | 3          | 5          | 6       | 4       | 7          | 1          | 5                      | 5,5                    |          |          | 5           | 2           |          |          | 13         | 5          | 92     |
| 17   | Lorenzo Zanetti   | Ducati   | 5          | 2          | 8       | 3       | 2           | Ret         | Ann.    | 1       | 0      | 4      | Ret                | Ret                | Ret        | Ret        | 3       | 2       | 0          | 0          | 4                      | 0                      | 8        | 6        | 8           | 5           | 0        | 4        | Ret        | 3          | 68     |
| 18   | Hiroshi Aoyama    | Honda    | 8          | 7          | 0       | Ret     | 4           | 3           | Ann.    | 2,5     | 0      | 6      | 0                  | DNS                | 0          | 6          | 2       | 1       | Ret        | Ret        | 3                      | 1                      | 3        | Ret      | 6           | 1           | 8        | Ret      | Ret        | 2          | 61,5   |
| 19   | John Hopkins      | Suzuki   |            |            | 3       | Ret     | Ret         | 5           | Ann.    | DNS     | Inj    | Inj    | Ret                | 0                  | 0          | 2          | 1       | Ret     | 1          | 2          | Ret                    | 3                      | 7        | 4        | 3           | 4           | 4        | 5        | DNS        | DNS        | 44     |
| 20   | Niccolò Canepa    | Ducati   | 0          | 6          | 6       | Ret     | 8           | Ret         | Ann.    | 0       | 0      | 5      | Ret                | Ret                | 0          | 5          | 5       | 0       | Inj        | Inj        | Ret                    | 0,5                    | 9        | Ret      | DNS         | DNS         |          |          |            |            | 42,5   |
| 21   | David Salom       | Kawasaki | 2          | Ret        | 0       | 0       | 3           | 4           | Ann.    | DNS     | Inj    | Inj    | Ret                | Ret                | Ret        | Ret        | Ret     | 0       | 0          | Ret        | 1                      | Ret                    | 6        | 3        | DNS         | DNS         | Ret      | 3        |            |            | 22     |
| 22   | Brett McCormick   | Ducati   |            |            | 0       | 0       | DNS         | Ret         |         |         |        |        |                    |                    |            |            |         |         |            |            | DNS                    | DNS                    |          |          | 1           | Ret         | 11       | 7        |            |            | 19     |
| 23   | Joan Lascorz      | Kawasaki | 1          | Ret        | 9       | 7       | Inj         | Inj         | Inj     | Inj     | Inj    | Inj    | Inj                | Inj                | Inj        | Inj        | Inj     | Inj     | Inj        | Inj        | Inj                    | Inj                    | Inj      | Inj      | Inj         | Inj         | Inj      | Inj      | Inj        | Inj        | 17     |
| 24   | Claudio Corti     | Kawasaki |            |            |         |         |             |             |         |         |        |        |                    |                    |            |            |         |         |            |            |                        |                        |          |          |             |             |          |          | 7          | 4          | 11     |
| 25   | Norino Brignola   | BMW      |            |            |         |         |             |             |         |         |        |        |                    |                    |            |            | 0       | 0       | 3          | 0          | Ret                    | DNS                    |          |          | 0           | 0           | 0        | 1        | 5          | 1          | 10     |
| 26   | Leandro Mercado   | Kawasaki |            |            | 2       | Ret     | 6           | 1           | Ann.    | 0       | Ret    | Ret    | Ret                | 0                  | 0          | 0          | Ret     | 0       | Ret        | DNS        |                        |                        |          |          |             |             |          |          |            |            | 9      |
| 27   | Lorenzo Lanzi     | Ducati   |            |            |         |         |             |             |         |         |        |        |                    |                    |            |            |         |         |            |            |                        |                        |          |          | 2           | 0           | 0        | 6        |            |            | 8      |
| 28   | Matteo Baiocco    | Ducati   |            |            |         |         |             |             |         |         |        |        |                    |                    | 1          | 6          |         |         |            |            |                        |                        |          |          |             |             | 1        | Ret      |            |            | 8      |
| 29   | Alexander Lundh   | Kawasaki |            |            |         |         |             |             |         |         |        |        |                    |                    |            |            |         |         |            |            |                        |                        | 2        | 2        | 0           | Ret         | 2        | 2        | DNS        | DNS        | 8      |
| 30   | Peter Hickman     | Suzuki   |            |            |         |         |             |             |         |         | Ret    | 7      |                    |                    |            |            |         |         |            |            |                        |                        |          |          |             |             |          |          |            |            | 7      |
| 31   | Bryan Staring     | Kawasaki | 6          | 0          |         |         |             |             |         |         |        |        |                    |                    |            |            |         |         |            |            |                        |                        |          |          |             |             |          |          |            |            | 6      |
| 32   | Alessandro Polita | Ducati   |            |            |         |         |             |             |         |         |        |        |                    |                    |            |            |         |         | 4          | Ret        |                        |                        |          |          |             |             |          |          |            |            | 4      |
| 33   | Mark Aitchison    | BMW      | 0          | Ret        | 0       | 0       | 1           | 0           | Ann.    | DNS     | Ret    | 2      |                    |                    |            |            |         |         |            |            |                        |                        |          |          |             |             |          |          |            |            | 3      |
| 34   | Joshua Brookes    | Suzuki   | 0          | 1          |         |         |             |             |         |         |        |        |                    |                    |            |            |         |         |            |            |                        |                        |          |          |             |             |          |          |            |            | 1      |
| Rang | Fahrer            | Motorrad | Australien | Australien | Italien | Italien | Niederlande | Niederlande | Italien | Italien | Europa | Europa | Vereinigte Staaten | Vereinigte Staaten | San Marino | San Marino | Spanien | Spanien | Tschechien | Tschechien | Vereinigtes Konigreich | Vereinigtes Konigreich | Russland | Russland | Deutschland | Deutschland | Portugal | Portugal | Frankreich | Frankreich | Punkte |
| Rang | Fahrer            | Motorrad | 1          | 2          | 1       | 2       | 1           | 2           | 1       | 2       | 1      | 2      | 1                  | 2                  | 1          | 2          | 1       | 2       | 1          | 2          | 1                      | 2                      | 1        | 2        | 1           | 2           | 1        | 2        | 1          | 2          | Punkte |

| Farbe    | Resultat                                  |
| -------- | ----------------------------------------- |
| Gold     | Sieger                                    |
| Silber   | Zweiter                                   |
| Bronze   | Dritter                                   |
| Grün     | im Ziel mit Punkten                       |
| Blau     | im Ziel ohne Punkte                       |
| Violett  | nicht im Ziel (Ret)                       |
| Rosa     | nicht qualifiziert (DNQ)                  |
| Schwarz  | disqualifiziert (DQ)                      |
| Azurblau | Rennen wurde als Regenrennen gestartet    |
| keine    | nicht teilgenommen                        |
| keine    | nicht teilgenommen wegen Verletzung (Inj) |
| keine    | nicht an den Start gegangen (DNS)         |
| keine    | Rennen wurde annulliert (Ann.)            |
| keine    | ausgeschlossen (EX)                       |

## Konstrukteurswertung
| 1 | Aprilia  | 444,5 |
| 2 | BMW      | 421   |
| 3 | Ducati   | 416   |
| 4 | Kawasaki | 397,5 |
| 5 | Honda    | 293,5 |
| 6 | Suzuki   | 136,5 |

## Verweise